# Miquel Francés i Domènec
Miquel Francés i Domènec (Fontanars dels Alforins, ?) és un productor audiovisual i professor universitari valencià, president de la Corporació Valenciana de Mitjans de Comunicació entre el 2023 i el 2025.
Llicenciat en Història Contemporània, doctor i professor titular en Comunicació Audiovisual per la Universitat de València (UV), Miquel Francés ha estat el responsable del Taller d'Audiovisuals d'aquesta universitat des d'on ha estat estretament vinculat a nombrosos documentals de divulgació científica i cultural. També és director del Màster Universitari en Continguts i Formats Audiovisuals de la UV. També va estar mestre d'educació primària i secundària i fundador del Gabinet d’Ús i Ensenyament del Valencià (1974-1990), organisme de la Generalitat Valenciana encarregat del desplegament de la Llei d'ús i ensenyament del valencià.
Francés accedeix a la presidència del Consell Rector de la Corporació Valenciana de Mitjans de Comunicació l'abril de 2023 després de l'etapa de Mar Iglesias com a presidenta interina. Aconsegueix el suport dels partits que sustenten el govern de la Generalitat Valenciana (PSPV, Compromís i Unides Podem) així de Ciutadans, a l'oposició, front a altres candidats. Al poc de temps es produeix un canvi de govern que suposarà la substitució de la Corporació per un nou ens, la Corporació Audiovisual de la Comunitat Valenciana, i un nou consell executiu al començament de l'any 2025. Abans però va assumir les funcions de la direcció general d'À Punt Mèdia després de la dimissió d'Alfred Costa el novembre de 2024.